# Aups
Aups (Aup o z'Aup en occitano provenzal según la norma mistraliana, y Aups o z'Aups según la norma clásica) es un municipio de Francia del departamento de Var, que se halla en la región de Provenza-Alpes-Costa Azul.

## Geografía
Aups está a 17 km al noroeste de Draguignan y a 90 km al nordeste de Aix-en-Provence. Está situada a las puertas del Verdon y al pie de la montaña de las Espiguieras (880 metros) lo más meridional de los Alpes ("Aups" equivale en occitan "Alpes").

## Demografía
| 1442 | 1488 | 1500 | 1652 | 1796 | 1903 |
| Para los censos de 1962 a 1999 la población legal corresponde a la población sin duplicidades (Fuente: INSEE [Consultar]) |      |      |      |      |      |

## Historia
Aups fue el centro de la insurrección varesa republicana contra el golpe de Estado de Napoleón III en 1851, de donde proviene su apodo: "Centro del Var Rojo". La represión comandada por el coronel Pastoureau llegó a Aups el 10 de diciembre y se entregó a una verdadera persecución. Un obelisco conmemora los numerosos republicanos muertos en la plaza y a Louis Martin "Bidouré", héroe de esta rebelión que fue ejecutado 2 veces. También hay un mausoleo en el cementerio municipal.
El pueblo fue un emporio de la resistencia francesa durante de la Segunda Guerra Mundial. Sus sangrientos episodios le valieron al municipio la obtención de la Cruz de Guerra con palmas.

## Actividades
Aups es fámoso por su mercado de trufas, el tercero más grande de Francia, que se tiene en cada jueves de noviembre a marzo. 
El pueblo vive especialmente de turismo.